# Принц на Рождество
«Принц на Рождество» (англ. A Christmas Prince) — американская рождественская романтическая комедия, снятая режиссёром Алексом Заммом для Netflix. Премьера состоялась 17 ноября 2017 года.

## Сюжет
Незадолго до Рождества начинающая молодая американская журналистка Эмбер Мур отправляется в вымышленное королевство Альдовия, чтобы освещать пресс-конференцию принца Ричарда, который должен занять трон после недавней смерти своего отца. Ричард изображается в прессе как безответственный плейбой и, по слухам, он также планирует отречься от престола. Эмбер надеется, что её работа в Альдовии приведет к большому прорыву в карьере, и она направляется во дворец королевской семьи на пресс-конференцию, но принц не появляется. Эмбер решает тайком побродить по дворцу и подданные и слуги принимают её за новую американскую няню и учительницу молодой принцессы Эмили, Марту Андерсон. Эмбер подыгрывает и принимает личность Марты, чтобы расследовать слухи об отречении. Постепенно Эмбер находит общий язык с непоседливой принцессой и сближается с принцем.

## В ролях
- Роуз Макайвер — Эмбер Мур / Марта Андерсон
- Бен Лэмб — принц Ричард Чарльтон
- Сара Дуглас — миссис Аверилл
- Хонор Нифси — принцесса Эмили Чарльтон
- Элис Криге — королева Елена Чарльтон
- Дэниэл Фазерс — Руди Мур, отец Эмбер
- Тахира Шариф — Мелисса
- Тео Дивэйни — граф Саймон Даксбери
- Раду Андрей Мику — Йен

## Критика
Эстелль Танг из женского журнала Cosmopolitan раскритиковала фильм за излишнюю предсказуемость, написав, что во время просмотра фильма постоянно испытывала ощущение дежавю.

## Продолжения
В 2018 году вышел сиквел — «Принц на Рождество: Королевская свадьба» (англ. A Christmas Prince: The Royal Wedding).